# Ріші

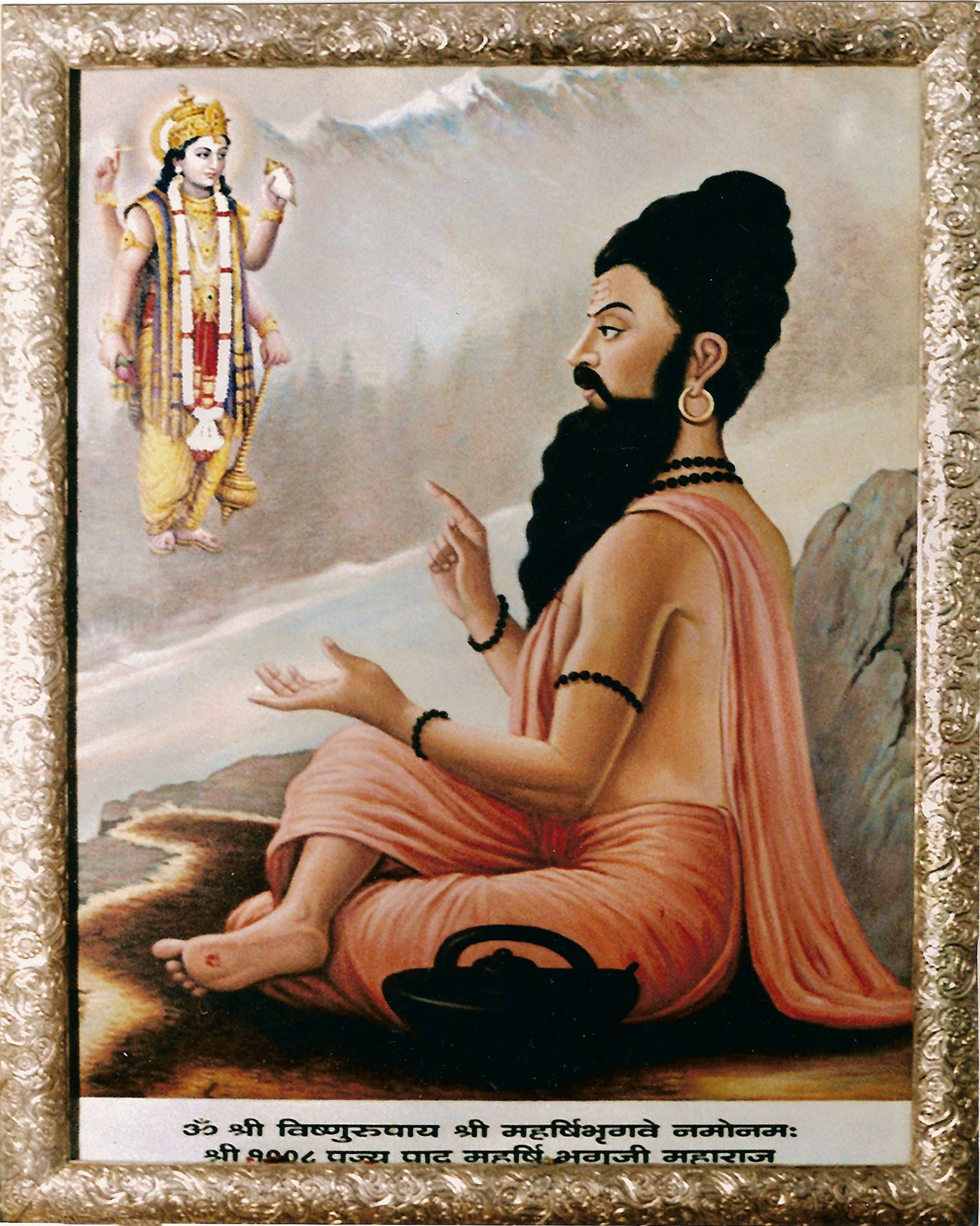
Махаріші Бхрігу

Ріші (іноді рші; санскр. ऋषि, трансліт. rshi, дос. «провидець, мудрець»), — в індійській міфології ім'я напівміфічних мудреців, яким боги відкрили ведійські гімни. Натхненні провидці сприйняли їх як об'єктивну реальність Всесвіту і передали людям.

## Три класи ріші
Рігведа згадує сім головних «великих» ріші — Сапта-ріші. Тут вони носять епітет «божественних», «батьків» і згадуються заодно з богами. Певних імен у них ще немає. В Шатапатга-брахмані вони вже індивідуалізуються і одержують імена. В пуранах Ваю і Вішну до семи ріші додається ще по одному. Пізніше до числа великих ріші заносяться ще законодавець Ману, поети Вальмікі і В'яса, Ґаутама та ін. Вішну пурана — ділить всіх ріші на три класи: царствені ріші, як Вішвамітра, божественні ріші, як Нарада, й ріші-брахмани, сини Брахми, як Васішта і Бхрігу, який передав людям джйотишу та інші. В епосі «ріші» — просто назва історичних осіб, прославлених благочестям або мудрістю, подвигами або писаннями. Деякі з ріші повторюються і в числі праджапаті, число яких також спочатку було сім, а потім вісім і навіть десять. До давніх рис семи ріші належить їх ототожнення з сімома зірками Великої Ведмедиці, які, можливо, співзвучні слову «ріші» і «rksha» («ведмідь», дав.-гр. άρκτος, лат. ursus). Звідси й перекази, що ріші були спочатку ведмедями. Їх число (сім) ставиться звичайно в зв'язок і з числом різних категорій жерців, що згадуються в ведійських текстах.
Брахмаріші(санскрит brahmarṣi), з'єднання татпуруша Брахми і ріші, є членом вищого класу Ріші («провидці» або «мудреці»), особливо тих, яким приписують складення гімнів, зібраних у Рігведі. Брахмаріші є мудрець, який зрозумів сенс Брахмана або досяг найвищого божественного знання Брахмаджняна.
Чудова назва Брахмаріші не засвідчені у Ведах себе і вперше з'являється в епічному санскриті.
Відповідно до цього Брахмаріші є кінцевими експертами релігії і духовному знанні відомий як «Брахмаджняна». Під ним знаходяться Махаріші (великі ріші).
Саптаріші створені з думки Брахми і є найкращими із брахмаріші. Вони часто цитуються, щоб бути на одному рівні з Девами.
Бхрігу, Ангірас, Атрі, Вішвамитра, Каш'япа, Васіштха і Шанділья суть сім брахмаріші. Але є й інший список Саптаріші також, які також є Готра — правартакас, тобто засновників брахманічних кланів, і цей другий список з'явився дещо пізніше, але належить до давнього періоду.
Всі гімни третьої мандали Рігведи описують Вішвамітру, який згадується як син Гаті, в тому числі Гаятр мантра. Згідно пуранічних історій Вишвамитра був єдиним Брахмаріші, який набув цього статусу після досягнення чистого тапасу. Спочатку належачи до касти кшатріїв — царів і воїнів, він виріс до Брахмаріші. Вишвамитра також називають Каушік, тому що він досяг Брахмаджняни на березі річки Коші.

### Визначення назви Ріші
Є кілька видів Ріші, щоб вказати їх статус. Брахмарші від * Брахма * префікс, щоб показати творчий процес, який починається з АУМ і Джаганнатха, а три Ріші для цього знання, які ми всі маємо, Готама, Атрі і Бхарадвадж, що дають АУМ. AUM — А- Брахма, U який Вішну і М, який є Шивою. Махаріші є десять провидців Махарлоки, які є прабатьками всього творіння після пралайї і коли йде створення істот знову!
Слідуючи по стопах Парашари [ Вішну Пурана ], приходимо до трьох основних назв — Брахмарші, Махаріші і Деварші. АУМ стає UMA через розворот.
Подивіться на Ріші з точки зору їх створення і прихильності -
(1) Агастья відомий як творець мовами, скрипти та включені всій ведичної літератури в південно-індійськими мовами. Агастья був також відомий своєю силою. Ніхто не знає медицину краще, ніж він, і способи впоратися з отрутою (Рік Веда і т. д.).
(2) Дурваса відомий своєю жахливою вдачею і тисячі учнів, яких він навчав, перебували під суворою дисципліною — тільки Шива міг би зробити це. Він втілюється з благословення Шиви, як Атрі Муні. Але Атрі Муні є подавцем АУМ, і, зокрема середині складу U в порядку Готама, Атрі, Бхарадвадж.
(3) Деварші Нарада є сином Брахми, то дехто стверджує, що він повинен бути Брахмарші, але на відміну від Манматхи і Рудри, він вирішив залишитися неодруженим і, таким чином покинути шлях Брахми, та служити Нараяні. Таким чином, немає сумнівів, що він є Деварші.
Коли ми говоримо про Нараяну, ми говоримо про існування всього, що створено Їм. У матеріальному всесвіті, Гуна розуміється з точки зору енергії, а також:
(1) Сатва можна просто розуміти, як ідеальний баланс між попитом і пропозицією енергії і, отже, тіло в повному або збалансовані русі. Суттєво гуна пов'язано із змінними або гуаль знаками зодіаку.
(2) Гуна Раджаса є бажання і, отже, можливість створювати і показує використання надлишків енергії, який доступний з рухомими знаками. Гуна Раджаса пов'язана з рухомими знаками . Таким чином, закінчується Раджас гуна і починається тамас, коли подача палива закінчується.
(3) Зворотне вірно для гуна тамас, який не має ні сили, ні енергії, щоб зробити що-небудь, і прагне енергії, щоб активувати і досягнення своїх цілей. Тамас приписується до фіксованих знаків, які символізують відсутність руху і низьку енергію.
(1) Деварші — Нарада — Змінні ознаки або подвійний — Саттва
(2) Brahmarsi — Агастья — Рухливі знаки- раджас
(3) Махаріші — Дурваса — фіксовані знаки- тамас
Мунілока — це загальна назва обителі великих мудреців, складається з: Таполока, Джаналока, Махарлока. Ці мудреці постійно медитують на Господа. Мудреці можуть піти вище до Сатьялоки, стати подібним Брахмі, або вниз, до рівня девів (напівбогів) до Сваргалоки.
«За допомогою містичної йоги, великі аскези і зречення від світу, чисті світи Махарлока, Джаналока, Таполока і Сатьялока досягаються. Однак за допомогою відданої йоги, людина досягає Моєї трансцендентної обителі.» (ШБ 11.24.14)
Джаналока або Гьяналока (Місце знання) — у цьому місці знайшли собі притулок святі мудреці (ріші) які займаються вивченням вед. Махарлока (Місце величі) — обитель святих мудреців (ріші) які здійснюють вогненні жертвопринесення.

## Спадщина ріші
Ведичне знання передавалося багатьма великими вчителями, ріші, або провидцями, так як вони мали здатність безпосереднього сприйняття вищої істини. Ведична астрологія, аюрведа і йога беруть свій початок від одних і тих же древніх ведичних вчителів та однієї і тієї ж традиції.
Ведична астрологія в тому вигляді, як вона історично склалася, походить, в основному, від великого мудреця Васішти, провидця сьомої книги Рігведи, і від його великого сина Парашари. Ймовірно, Васішта — самий прославлений ріші Рігведи і йому приписується авторство переважної більшості гімнів. У Парашари в Рігведі теж є кілька своїх гімнів, дуже важливих і езотеричних, звернених до Агні.
Приписуваний Парашарі астрологічний текст, «Бріхат Парашара Хора Шастра», на сьогоднішній день залишається найважливішим текстом з ведичної астрології, а школа і система Парашара залишається панівною, особливо в Північній Індії. Хоча в історії було багато людей по імені Парашара, і Парашара ведичної астрології був, можливо, набагато більш пізньої фігурою, ніж перший Парашара Рігведи, його школа зберегла багато чого з того астрологічного знання, що приписується роду Васіштхи.
Рід Васішти, або Готра також мав першість в основний традиції складання Вед. Останній В'яса, або укладач Вед — Крішна Двайпайяна (часто іменований Вьяса, хоча він не перший в лінії спадкоємності, а двадцять восьмий), якому приписується існуючий нині звід Вед, був у Готра Парашара.
Між іншим, основні традиції йоги в Індії сягають тих же джерел, що і ведична астрологія, — Парашара і Васіштха. Патанджалі, упорядник Йога сутр, сам належав до роду Васішти. А сам Васішта ще і прославився як великий йог.
Аюрведа в своєму історичному розвитку походить, в основному, від ріші Бхарадваджі з роду ріші Ангірасів, сина Бріхаспаті і провидця шостої книги Рігведи. Аюрведичне знання передавалося через його послідовників — таких як Дханвантарі, царя Каші (Бенарес).
Однак аюрведа та ведична астрологія близько пов'язані з трьома головними родами ведичних провидців — Ангірасів, Бхрігу і Каш'яп, які самі співвідносяться з зірками та планетами. Лінія Ангірасів — основний рід ведичних провидців, які ведуть свій родовід від вугілля Агні, або священного вогню, відома як Бріхаспаті, або планетою Юпітер. Атхарва ріші, у чиїй Атхарваведі ми знаходимо найдавніші ведичні описи того, як боротися і з проблемами здоров'я (коріння аюрведичного цілительства), і з ураженнями, викликаними зірками (коріння відновлювальних заходів ведичної астрології), є відгалуженням роду Ангірасів.
Лінія Бхрігу — другий за значимістю рід ведичних провидців, народжений від яскравого світла священного вогню — відомий Шукрою, або планетою Венерою. Бхрігу були великими вчителями аюрведичної науки омолодження (Расаяна), а також тантри, йоги і ведичної астрології, включаючи прославлену Бхрігу Самхіту — ключове вчення ведичної астрології, яке містить опис кармічного життя безлічі людей, як народжених, так і тих, кому тільки належить народитися! Найдавніша традиція ведичної астрології, яка ґрунтується на тексті Сурья Сіддханта, співвідноситься з мудрецем Асура Майєю, який, як правило, розглядається як учитель лінії Бхрігу. Васішти, слід зауважити, переплітаються з лініями Ангірасов і Бхрігу. Самі Васішти були бічною гілкою роду Агастья, який досі впливовий у Південній Індії і теж споріднений з Ангірасами і Бхрігу.
Лінія Каш'яп, третя основна лінія ведичних провидців, співвідноситься з мудрецем Каш'япою — Сонцем в іпостасі всевідаючого і з богом Сонця, званого Пушаном. У цьому роду безліч великих йогів, астрологів і лікарів. Будда теж був співвіднесений з цим родом — Каш'япа це ім'я Будди, що існував за п'ять тисяч років до нинішнього Будди Шак'ямуні.
Слідуючи характерним для Вед взаємозв'язкам між внутрішнім і зовнішнім, ведичні ріші співвідносяться з зірками, які відповідають певним частинам тіла. Наприклад, сім споконвічних ведичних ріші визначаються як сім зірок Великої Ведмедиці і як сім отворів у голові (два ока, два вуха, дві ніздрі і рот). Також прийнято вважати, що ведичні місячні стоянки, або Накшатра, є обителями деяких ріші.

## Свято на честь ріші
Бхадрапада Шукла Панчамі (5 день) відомий як Ріші Панчамі і зазвичай спостерігається через два дні після Харталіка Тідж і один день після Ганеш Чатуртхі. В даний час Ріші Панчамі день випадає в серпні або вересні.
Ріші Панчамі не фестиваль, але розвантажувальний день (піст), який використовують жінки для шанування саптаріші, що означає «сім мудреців» і отримують очищення від раджасвала доші.
В індуїзмі існують суворі керівні принципи для підтримки чистоти тіла і душі. Під час менструального циклу жінкам не дозволялось увійти на кухню для приготування їжі, брати участь в релігійній діяльності і торкатись до членів сім'ї. Піст на Ріші Панчамі рекомендується для охочих позбавитися від раджасвала доші.
Ріші Панчамі більш відомий в непальських індуїстів. В деяких регіонах за три дні Hartalika Teej піст закінчується Ріші Панчамі. Ріші Панчамі також відомий як Руші Панчамі.